# 莫妮卡·莎莉絲
莫妮卡·（[Monika Seleš] 错误：{{Langx}}：拉丁字母轉寫第 1 個字元「М」不是拉丁字母。（帮助），1973年12月2日—），南斯拉夫匈牙利裔美國前職業網球運動員，單打最高世界排名第一，九座大滿貫得主，國際網球名人堂成員。
莎莉絲的标志性特征是雙正双反握拍方式，以及贯穿全场的震天喊声，通常认为她是当今女子網壇吼叫派風格泛滥的起源点。
她的个人鼎盛時期是1991年和1992年：当时每年四大满贯里，她都能获得澳网、法网、美网这3座及年终总决赛冠军、年终总排名第一等。1993年4月30日，塞莱斯在一场比赛的局间休息时被一位疯狂粉丝持刀刺伤，由此暂停了两年多，直至1995年8月15日复出，2008年2月14日正式宣布退役。

## 網球生涯

### 啟蒙年代
莎莉絲出生於前南斯拉夫的诺维萨德（现屬於塞爾維亞），父母双方祖上均为匈牙利裔。五歲時因為觀看哥哥練球而決定踏上球場，啟蒙教練是父親卡罗利·塞莱斯。雖然卡罗利不是專業網球教練，但他仍憑著過去從事三級跳遠的運動知識，以及一本老舊的網球教科書，讓莎莉絲展現其網球天份。莎莉絲在六歲半開始參加正式比賽，儘管她當時還不知道網球的計分規則，仍贏得季軍獎盃。八歲時便成為南斯拉夫排名第一的青少年選手。
1985年11歲時，莎莉絲贏得了美國青少年賽「橘盃」（Orange Bowl）的冠軍，引起著名的美國網球教練尼克·波利泰尼的注意。波利泰尼提供獎學金，邀請莎莉絲到他位於佛州的網球訓練營接受訓練，於是隔年莎莉絲全家移居美國。1988年14歲時，以業餘選手身份參加三項WTA的職業比賽，獲得首次的世界排名，第88名。

### 早年

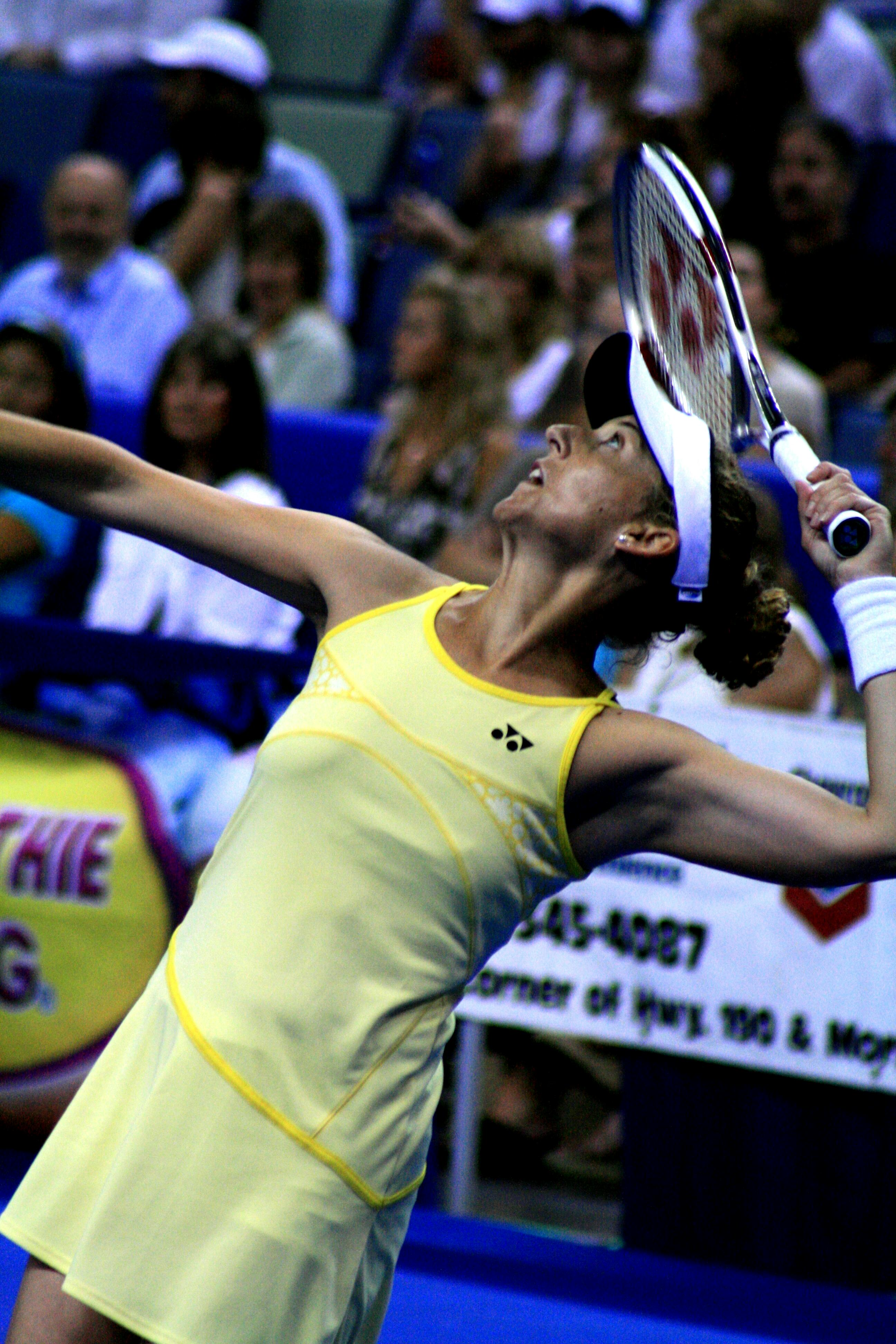
2007年的莎莉絲

1989年15歲，莎莉絲轉入職業。所參加的第二場比賽，便以3-6, 6-1, 6-4擊敗世界排名第三的美國球手，34歲的埃弗特而拿到冠軍。之後首次參加的法國公開賽也打進到最後四強，才敗給世界第一的葛拉芙（6-3, 3-6, 6-3）。排名也從年初的無排名晉升至年終的世界第六位。1990年3月從邁阿密一站開始，到7月的温布尔登八強落敗為止，創下36連勝，連續贏得六項比賽冠軍。其中在德國柏林一站首次擊敗葛拉芙（6-4, 6-3），並且在法網再度擊敗葛拉芙（7-6(6), 6-4），拿下她第一座大滿貫冠軍，並成為法網有史以來最年輕的冠軍（16歲6個月）。
1991年和92年是莎莉絲職業生涯的巔峰。1991年3月11日，莎莉絲以17歲3個月又9天，取代葛拉芙成為新的世界第一，是當時最年輕的紀錄（辛吉斯在1997年3月，以16歲6個月又1天改寫此紀錄。）從1991年的澳洲公開賽起，到1993年的澳洲公開賽為止，她連續參加八項大滿貫賽都打入決賽，坐擁其中七項冠軍。1991年和92年各贏得十項比賽冠軍，獎金收入甚至比當時的世界球王埃德贝里來的高。

### 遇刺事件
1993年4月30日，德國漢堡公开賽的八強賽中，莎莉絲領先保加利亞選手瑪德蓮娜·瑪列娃（Magdalena Maleeva）至6-4, 4-3，雙方換邊休息。此時，看台上的一位德國觀眾偷偷來靠近莎莉絲，突然一把刀刺入莎莉絲的後背，送医救治后，具体伤情是轻微皮外伤，以及莎莉絲的私人心理医生估测约半年可愈合心理阴影。兇手君泰·帕荷耶（Günter Parche）是一位癡迷于葛拉芙的瘋狂球迷，因不滿莎莉絲撼動了格拉芙的壟斷，而起了行刺的念頭希望以此來幫助格拉芙重返独霸江湖。后来的审讯中，雖然帕荷耶被控故意伤人罪，但其许多相当异于常人的言谈举止引起心理醫師们的注意，后心理诊断證實他有轻微的精神病史，最後德國法院判其「身體傷害罪」有罪，得以緩刑兩年。莎莉絲之後不满判决结果，而且向德国网协索赔天价赔偿金，自此在球場消失了28個月之久，直要到1995年才宣佈復出。莎莉絲在1994年成為美國公民。
莎莉絲的自传《从恐惧到胜利》中透露，遇刺事故后的一星期即可自驾车出游；且在莎莉絲休养的两年多时间里，莎莉丝经常频繁召开记者会声称即将复出，但最终持续了两年多才复出。

### 神奇復出

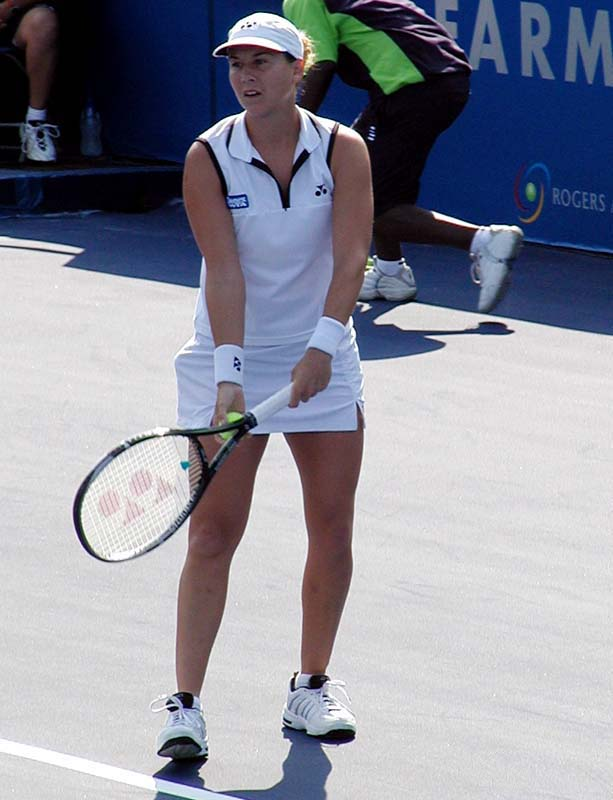
莫妮卡·莎莉絲

1995年7月29日，莎莉絲與已退休的女網名將纳芙拉蒂洛娃舉行了一場表演賽，她以6-3, 6-2獲勝。8月，莎莉絲以世界第一的身份（與葛拉芙並列），在加拿大的多倫多女網賽正式重返職業比賽，她連續擊敗兩位世界前十的選手進入決賽，並在決賽以6-0, 6-1擊敗南非選手柯茲兒（Amanda Coetzer）奪冠，奪冠過程中僅失去16局，寫下了WTA的新紀錄。接著她參加美國公開賽，又是一路晉級到決賽，最後以6-7(6), 6-0, 3-6敗在葛拉芙拍下。
1996年1月，莎莉絲重返曾三度奪冠的澳網，以第一種子身份參賽。在決賽中擊敗德國的胡贝尔（Anke Huber, 6-4, 6-1），拿下她第九座、也是她個人最後一座的大滿貫冠軍。

### 後期
復出之後，莎莉絲奪下了21座單打冠軍，並且又在1996年的美網和1998年的法網闖進決賽，但都無功而返。總體來說，復出成績不如遇刺前亮眼。主要是因為傷勢不斷，以及體重增加所造成的體能衰退，讓她在與年輕一代的選手對陣時備感吃力。儘管如此，她大部分時間的排名都能保持在世界前十位，職業生涯後期也有數次擊敗過頂尖好手的紀錄。
莎莉絲最近一次出賽是在2003年的法網首輪落敗，之後她便暫退球場專心療養腳傷。2005年年初，莎莉絲和纳芙拉蒂洛娃在紐西蘭有過兩場表演賽，但都落敗。之後也傳她有意於2006年及2008年3月重返球場，但亦無下文。
2005年12月，莎莉絲成為Laureus World Sports Academy的會員。在這個以匯集頂尖運動員之力投注慈善活動的組織中，只有莎莉絲當時尚為現役運動員。同年，莎莉絲被《TENNIS Magazine》評選為40名最偉大的網球選手中的第13名。
儘管莎莉絲曾因2007年的產後復出而深受鼓舞，但她仍決定在2008年2月14日，正式宣佈退休。「網球自始至終是我生命的一部分，我有想過要復出打職業賽，但現在我決定不打了。我還是會持續參加一些表演賽和慈善賽，繼續推廣網球運動，但真的不會再重回巡迴賽了。」莎莉絲說：「我很期待在一些其他的活動裡找到同樣的熱情，目前有兩項任務是我要像打網球一樣努力的，就是為兒童和動物的權益而努力。」
莎莉絲曾經在1996年6月出版《從恐懼到勝利》（From Fear to Victory）一書，描寫自己如何從遇刺的陰影中重返球場。2009年4月她又出版另一本新書《Getting a Grip: On My Body, My Mind, My Self》，描述她的網球生涯，以及她如何克服飲食失調，成功減重的過程。

## 技術分析
莎莉絲是全然的底線型球員，而且握拍方式独一无二：正反拍都是雙手握拍。雙手握拍提供了她擊球的穩定性和力度，特有的揮拍角度讓她能夠隨心所欲擊出大角度的攻擊球，她的重上旋球配合底線技術令她能在红土场上风驰电掣。她位居底線內的回發球和底線內的抽球攻擊，改變了過往女子網球冗長的底線後場抽球戰術。
1995年8月之後，莎莉絲的身材變得更高更壯，讓她的發球更有威力。但復出後體重過重也讓她的移位速度變慢，無法精確掌握擊球點，反而喪失了她巔峰時期的擊球威力。一直到1999年她開始進行體能改善計畫，情況才有改善。
莎莉絲在红土场和硬地场的成就尤其优秀：強勁的攻擊威力讓她在硬地球場無往不利，精確的落點則是她在紅土球場的一大利器，由此她是法国网球公开赛史上至今最年轻的单打冠军及第一个法网女单3连冠，澳网也实现过3连冠。
而且莎莉絲的心理素质非常顽强，具有钢铁般的意志且韌性十足，即使面臨大比分的落後，仍然能一步步挽救頹勢，進而扭轉局面而反敗為勝。
通常评价她在草地場的表现明显较弱，因為草場上彈跳低又不規則的球路，讓双正双反的莎莉絲處理起來十分不灵活，而且相較於她純熟的底線技術，她的網前技巧就不那麼的好，比賽中也很少有上網戰術的運用。

## 經典賽事
1. 1990年法國公開賽對上葛拉芙的決賽，莎莉絲曾在首盤搶七局中以 2-6落後，之後連趕6分贏下首盤，繼而贏得她第一座大滿貫冠軍。
2. 1990年的WTA年終總決賽決賽，莎莉絲與阿根廷對手萨巴蒂尼打出自1902年的US Championships(美網)以來，女子網壇第一場的五盤大戰。16歲的莎莉絲以6-4, 5-7, 3-6, 6-4, 6-2擊敗對手，成為在這裡奪冠的最年輕選手。（16歲11個月）
3. 1991年美國公開賽四強，17歲的莎莉絲與15歲的卡普里亚蒂的三盤大戰。面臨卡普里亞蒂在賽末發球局拿下比賽的壓力下，莎莉絲反破回去並在決勝盤的搶七中拿下勝利。
4. 1992年法國公開賽決賽，與葛拉芙在決勝盤打到局數10-8才分出勝負，並成功在此地三連霸，被視為是女子網球的經典戰役之一。
5. 1995年的美國公開賽決賽，莎莉絲與葛拉芙力拼三盤落敗，但在第二盤讓葛拉芙吃下12年來在此地的第一顆鴨蛋。葛拉芙賽後表示此役是她畢生最大的勝利。
6. 1998年6月，在父親過世後銜殤參加法國公開賽，一路打進決賽，包括在四強首度擊敗世界第一的辛吉斯（6-3, 6-2）。但是在決賽中不敵西班牙對手桑切斯。
7. 2002年WTA年終總決賽首輪，面對达文波特的比賽中，在第二盤解救了七個賽末點，反倒率先搶下第二盤，並進而贏得勝利。終止了她對黛文波特的九連敗。

## 爭議
- 塞莱斯的童年，由于在南斯拉夫联邦国内的青少年组里表现非常卓越，美国最好的尼克网球训练营的星探主动提供给她全额奖学金及全家人赴美的大部分生活开销，于是自从1984年开始全家入美并入学于尼克恩师。1990年5月，塞莱斯提出“由于我是这个网球训练营里的现在最佳女一号，所以我希望校长专门的、亲自的、唯一的特别指导我”。校长回应：“现在最佳男一号（阿加西）也没提这样的要求呀，而且校长平常也很忙很辛苦啊。”此要求没得满足后，塞莱斯自动离开了尼克网球营，并十分怨念地到处声称全世界只有她父親 Karolj Seles 是她人生中唯一的教练。Bollettieri則認為莎莉絲一家人不懂感激，他对于塞莱斯的关爱远远多过冷落。儘管如此，往後Bollettieri接受訪談時，仍稱讚莎莉絲的成就是無與倫比的。[7]
- 莎莉絲自从1984年出发去美国训练网球并至今长居美国之后，对于当时自己祖国南斯拉夫联邦政局内忧外患、国情风雨飘摇的艰苦时势，她基本比较不闻不问，由此引发其他同胞选手相当怨念。前南斯拉夫男網選手在1992年溫布頓期間评价：“我打球是为了南斯拉夫联邦的光荣，其它队友们也都时刻谨记着咱们是南斯拉夫人；至于塞莱斯心里如何评价和定义南斯拉夫对于她的意义，或许她连自己祖国叫啥名字都忘记了。”[8]
- 1990年溫布頓網球公開賽，好事者在比賽場邊架設「吼聲測量器」（Grunt-o-meter），评估莎莉絲比賽時發出的吼聲高達82分貝，介於氣鑽和柴油火車的音量之間。[9]
- 1995年8月的塞莱斯复出之前，WTA宣布：由于莎莉絲當初遇刺风波的特殊性，因此在她復出後，“与葛拉芙並列世界第一”为期一年时间，而且塞莱斯享有独家特权，这一年里无论实际表现如何，都能始终位居第一，而且实际时间其实超过一年（总计64周）。直至1997年，才以莎莉絲實際的比賽積分決定其排名。此措施公佈後，曾引起頂尖球員的不滿。[10]
- 莎莉絲因為93年汉堡遇刺是在德国，且不滿當時德国司法机构的判決結果，所以至今从未去过德国，比如她退出了2001年在德國舉行的WTA年終賽，儘管她是該項賽事前屆的亞軍。

## 大滿貫

### 女單冠軍（9）
| 年份 | 比賽 | 場地 | 決賽對手     | 對手國籍     | 勝方比分       |
| ---- | ---- | ---- | ------------ | ------------ | -------------- |
| 1990 | 法網 |      | 格拉芙       | 西德         | 7-66, 6-4      |
| 1991 | 澳網 | 硬地 | 诺沃特娜     | 捷克斯洛伐克 | 5-7, 6-3, 6-1  |
| 1991 | 法網 | 红土 | 桑切斯       | 西班牙       | 6-3, 6-4       |
| 1991 | 美網 | 硬地 | 纳芙拉蒂洛娃 | 美国         | 7-61, 6-1      |
| 1992 | 澳網 | 硬地 | 費南迪斯     | 美国         | 6-2, 6-3       |
| 1992 | 法網 | 红土 | 葛拉芙       | 德国         | 6-2, 3-6, 10-8 |
| 1992 | 美網 | 硬地 | 桑琪絲       | 西班牙       | 6-3, 6-3       |
| 1993 | 澳網 | 硬地 | 葛拉芙       | 德国         | 4-6, 6-3, 6-2  |
| 1996 | 澳網 | 硬地 | 胡贝尔       | 德国         | 6-4, 6-1       |

### 女單亞軍（4）
| 年份 | 比賽   | 場地  | 決賽對手 | 對手國籍 | 勝方比分       |
| ---- | ------ | ----- | -------- | -------- | -------------- |
| 1992 | 溫布頓 | 草地] | 葛拉芙   | 德国     | 6-2, 6-1       |
| 1995 | 美網   | 硬地  | 葛拉芙   | 德国     | 7-66, 0-6, 6-3 |
| 1996 | 美網   | 硬地  | 葛拉芙   | 德国     | 7-5, 6-4       |
| 1998 | 法網   |       | 桑琪絲   | 西班牙   | 7-65, 0-6, 6-2 |

## WTA年終賽

### 女單冠軍（3）
| 年份     | 舉行地點 | 場地         | 決賽對手 | 對手國籍                | 勝方比分 |
| -------- | -------- | ------------ | -------- | ----------------------- | -------- |
| 1990     |          |              |          |                         |          |
| 美國紐約 | 硬地     |              | 阿根廷   | 6-4, 5-7, 3-6, 6-4, 6-2 |          |
| 1991     |          |              |          |                         |          |
| 美國紐約 | 硬地     | 纳芙拉蒂洛娃 | 美国     | 6-4, 3-6, 7-5, 6-0      |          |
| 1992     |          |              |          |                         |          |
| 美國紐約 | 硬地     | 纳芙拉蒂洛娃 | 美国     | 7-5, 6-3, 6-1           |          |

## 奧運會

### 女單銅牌（1）
| 年份 | 比賽       | 場地 | 決賽對手 | 對手國籍 | 勝方比分 |
| ---- | ---------- | ---- | -------- | -------- | -------- |
| 2000 | 雪梨奧運會 | 硬地 | 杜姬     |          | 6-1, 6-4 |

## WTA巡迴賽

### 單打冠軍（53）
- 1989（1）- 休斯敦
- 1990（9）- 邁阿密（比斯坎灣立頓錦標賽）、聖安東尼奧（美國女子硬地錦標賽）、坦帕灣區（Eckerd 公開賽）、羅馬（意大利公開賽）、柏林（漢莎航空盃德國公開賽）、法網、Virginia Slims 洛杉磯賽、美國奧克蘭（Virginia Slims 加州賽）、WTA年終賽
- 1991（10）- 澳網、邁阿密（比斯坎灣立頓錦標賽）、Virginia Slims 休士頓賽、法網、Virginia Slims 洛杉磯賽、美網、東京日冷國際賽、米蘭室內賽、費城（Advanta 錦標賽）、WTA年終賽
- 1992（10）- 澳網、德國埃森、印第安泉（Matrix Essentials 艾華特盃）、休士頓、巴塞隆拿、法網、美網、東京日冷國際賽、奧克蘭（Virginia Slims 加州賽）、WTA年終賽
- 1993（2）- 澳網、Virginia Slims 芝加哥賽
- 1995（1）爭議5 - 多倫多（Du Maurier 公開賽）
- 1996（5）- 澳網、東京日冷國際賽、悉尼、英國伊斯特本（Direct Line 保險錦標賽）、蒙特利爾（Du Maurier 公開賽）
- 1997（3）- 洛杉磯（阿庫拉經典賽）、多倫多（Du Maurier 公開賽）、東京公主盃
- 1998（2）- 蒙特利爾（Du Maurier 公開賽）、東京公主盃
- 1999（1）- 美國埃米莉島（博士倫錦標賽）
- 2000（3）- 奧克拉荷馬市（美國國家室內錦標賽）、埃米莉島（博士倫錦標賽）、羅馬（意大利公開賽）
- 2001（4）- 奧克拉荷馬市（美國國家室內錦標賽）、巴西巴伊亞州（巴西公開賽）、日本公開賽、上海（中國公開賽）
- 2002（2）- 多哈（卡塔爾女子公開賽）、馬德里

### 雙打冠軍（6）
- 1990（1）- 羅馬（意大利公開賽）~（搭檔 : 海伦·凯莱茜）
- 1991（2）- 聖安東尼奧（美國女子硬地錦標賽）~（搭檔 : 帕蒂·芬迪克）、羅馬（意大利公開賽）~（搭檔 : 卡佩亞蒂）
- 1992（1）- 羅馬 ~（搭檔 : 苏科娃）
- 1997（1）- 東京公主盃 ~（搭檔 : 杉山愛）
- 1998（1）- 東京公主盃 ~（搭檔 : 庫妮可娃）

### 團體

#### 聯邦盃
- 1996年、1998年、1999—2000年、2002年美國協會盃（Fed Cup）國家隊隊員，協助美國隊贏取1996、1999、2000年三屆協會盃冠軍。

#### 霍普曼杯
- 1991年霍普曼杯冠軍
  - 代表南斯拉夫，與男子選手戈兰·普尔皮奇搭檔。
- 2001年、2002年霍普曼盃亞軍
  - 代表美國，與男子選手甘比爾（简-迈克尔·甘比尔）搭檔。

#### 奧運會
- 1996年、2000年入選美國網球奧運代表隊，贏得2000年雪梨奧運會女子單打銅牌。

## 外部連結
- 莫妮卡·莎莉絲的国际女子网球协会官方資料（英文）
- 莫妮卡·莎莉絲的國際網球總會 職業／青少年 官方資料（英文）
- 協會盃相關球員資料
- Monica Seles Site. com （页面存档备份，存于）（非官方球迷網站）